# Pseudagapostemon pampeanus
Pseudagapostemon pampeanus är en biart som först beskrevs av Holmberg 1886.  Pseudagapostemon pampeanus ingår i släktet Pseudagapostemon och familjen vägbin. Inga underarter finns listade i Catalogue of Life.